# Listă de conducători de stat din 1720
1716 - 1717 - 1718 - 1719 - 1720 - 1721 - 1722 - 1723 - 1724
Aceasta este o listă a conducătorilor de stat din anul 1720:

## Europa
- Anglia: George I (rege din dinastia de Hanovra, 1714-1727)
- Austria: Carol al III-lea (arhiduce din dinastia de Habsburg, 1711-1740; totodată, rege al Ungariei, 1711-1740; totodată, rege al Cehiei, 1711-1740; totodată, rege al Germaniei, 1711-1740; totodată, împărat occidental, 1711-1740)
- Bavaria: Maximilian al II-lea (principe elector din dinastia de Wittelsbach, 1679-1726)
- Cehia: Carol al VI-lea (rege din dinastia de Habsburg, 1711-1740; totodată, arhiduce de Austria, 1711-1740; totodată, rege al Ungariei, 1711-1740; totodată, rege al Germaniei, 1711-1740; totodată, împărat occidental, 1711-1740)
- Crimeea: Saadet Ghirai al III-lea ibn Selim (han din dinastia Ghiraizilor, 1717-1724)
- Danemarca: Frederik al IV-lea (rege din dinastia de Oldenburg, 1699-1730)
- Florența: Cosimo al III-lea (mare duce din familia Medici, 1670-1723)
- Franța: Ludovic al XV-lea cel Iubit (rege din dinastia de Bourbon, 1715-1774)
- Genova: Ambrogio Imperiale (doge, 1719-1721)
- Germania: Carol al VI-lea (rege din dinastia de Habsburg, 1711-1740; totodată, arhiduce de Austria, 1711-1740; totodată, rege al Ungariei, 1711-1740; totodată, rege al Cehiei, 1711-1740; totodată, împărat occidental, 1711-1740)
- Gruzia: Wakhtang al VI-lea (rege din dinastia Bagratizilor, 1711-1714, 1719-1723/1724)
- Gruzia, statul Imeretia: Alexandru al IV-lea (rege din dinastia Bagratizilor, 1720-1751)
- Gruzia, statul Kakhetia: David al II-lea (Imam Kuli Han) (rege din dinastia Bagratizilor, 1703-1722)
- Imperiul occidental: Carol al VI-lea (împărat din dinastia de Habsburg, 1711-1740; totodată, arhiduce de Austria, 1711-1740; totodată, rege al Ungariei, 1711-1740; totodată, rege al Cehiei, 1711-1740; totodată, rege al Germaniei, 1711-1740)
- Imperiul otoman: Ahmed al III-lea (sultan din dinastia Osmană, 1703-1730)
- Liechtenstein: Anton Florian (principe, 1719-1721)
- Lorena Superioară: Leopold (duce titular din dinastia de Lorena-Vaudemont, 1690-1729; duce, din 1697)
- Modena: Rinaldo (duce din casa d'Este, 1694-1737)
- Moldova: Mihai Racoviță (domnitor, 1703-1705, 1707-1709, 1715-1726; ulterior, domnitor în Țara Românească, 1730-1731, 1741-1744)
- Monaco: Antonio (principe din casa Grimaldi, 1701-1731)
- Muntenegru: Danilo Petrovic (vlădică din dinastia Petrovic-Njegos, 1697-1735)
- Parma și Piacenza: Francesco Maria (duce din casa Farnese, 1694-1727)
- Polonia: August al II-lea cel Puternic (rege din dinastia de Saxa, 1697-1706, 1709-1733; anterior, principe elector de Saxonia, 1694-1733)
- Portugalia: Joao al V-lea (rege din dinastia de Braganca, 1706-1750)
- Prusia: Frederic Wilhelm I (rege din dinastia de Hohenzollern, 1713-1740)
- Rusia: Petru I cel Mare (țar din dinastia Romanov, 1696-1725; împărat, din 1721)
- Sardinia: Vittorio Amedeo al II-lea (rege din casa de Savoia, 1720-1730; totodată, duce de Savoia, 1675-1730; anterior, rege al Siciliei, 1713-1718)
- Savoia: Vittorio Amedeo al II-lea (duce, 1675-1730; ulterior, rege al Siciliei, 1713-1718; ulterior, rege al Sardiniei, 1720-1730)
- Saxonia: Frederic August I cel Puternic (principe elector din dinastia de Wettin, 1694-1733; ulterior, rege al Poloniei, 1697-1706, 1709-1733)
- Spania: Filip al V-lea (rege din dinastia de Bourbon, 1700-1724, 1724-1746)
- Statul papal: Clement al XI-lea (papă, 1700-1721)
- Suedia: Ulrika Eleonora (regină din dinastia Pfalz-Zweibrucken-Kleeburg, 1718/1719-1720) și Frederik I (rege din dinastia Hessen-Kassel, 1720-1751)
- Transilvania: Sigismund Kornis de Goncz-Ruszka (guvernator, 1713-1731)
- Țara Românească: Nicolae Mavrocordat (domnitor, 1715-1716, 1719-1730; anterior, domnitor în Moldova, 1709-1710, 1711-1715)
- Ungaria: Carol al III-lea (împărat din dinastia de Habsburg, 1711-1740; totodată, arhiduce de Austria, 1711-1740; totodată, rege al Cehiei, 1711-1740; totodată, rege al Germaniei, 1711-1740; totodată, împărat occidental, 1711-1740)
- Veneția: Giovanni Corner al II-lea (doge, 1709-1722)

## Africa
- Așanti: Osei Tutu (așantehene, cca. 1680-cca. 1720) și Opuku Ware I (alantehene, cca. 1720-1750)
- Bagirmi: Bar (mbang, 1707-1722)
- Benin: Akenzua I (obba, cca. 1713-cca. 1735)
- Buganda: Kagulu, Kikulwe și Mawanda (kabaka, 1704-1734)
- Bunyoro: Olimi al III-lea (mukama, cca. 1710-cca. 1730)
- Dahomey: Agaja (rege, 1708-1732)
- Darfur: Ahmad Bakr ibn Musa (sultan, ?-?) (?) și Muhammad Daura ibn Ahmad Bakr (sultan, ?-?) (?)
- Ethiopia: David al III-lea (Adbar Sagad I) (împărat, 1716-1721)
- Imperiul otoman: Ahmed al III-lea (sultan din dinastia Osmană, 1703-1730)
- Kanem-Bornu: Dunama al VI-lea (sultan, cca. 1711-cca. 1726)
- Lunda: Mukanza (mwato-yamvo, ca. 1720-cca. 1740)
- Maroc: Moulay Ismail (sultan din dinastia Alaouită, 1672-1727)
- Munhumutapa: Samatambira Nyamhandu I (rege din dinastia Munhumutapa, 1719-1735)
- Oyo: Ayibi (?-?) (?) și Osinyago (?-?) (?)
- Rwanda: Mibambwe al II-lea Gisanura (rege, cca. 1696-cca. 1720) și Yuhi al III-lea Mazimpaka (rege, cca. 1720-cca. 1744)
- Sennar: Unsa al III-lea ibn Badi (III) (sultan, 1716-1720) și Nul (sultan, 1720-1724)
- Tunisia: Hussein I ibn Ali (bey din dinastia Husseinizilor, 1705-1735)
- Wadai: Kharut al II-lea as-Saghir ibn Iakub (sultan, 1707-1745)

## Asia

### Orientul Apropiat
- Iran: Hussain I (șah din dinastia Safavidă, 1694-1722)
- Imperiul otoman: Ahmed al III-lea (sultan din dinastia Osmană, 1703-1730)
- Yemen, statul Sanaa: al-Hussayn al-Mansur (imam, 1716-1720, 1727-1748) și al-Kasim al-Mutawakkil (imam, 1716-1727)

### Orientul Îndepărtat
- Atjeh: Djamal al-Alam Badir al-Munir (sultan, 1703-1726)
- Birmania, statul Arakan: Sandawizaya I (Maha Dando Bo) (uzurpator, 1710-1731)
- Birmania, statul Toungoo: Taninganwe (rege, 1714-1733)
- Cambodgea: Preah Ang Em (Nac Ong Yem Preah Bat Samdech Preah Kenfeah Barommopit) (rege, 1699-1701, 1710-1722, 1729)
- China: Shengzu (Xuanye) (împărat din dinastia manciuriană Qing, 1662-1722)
- Coreea, statul Choson: Sukchong (Yi Sun) (rege din dinastia Yi, 1675-1720)
- India, statul Moghulilor: Nasir ad-din Muhammad (împărat, 1719-1748)
- Japonia: Nakamikado (împărat, 1710-1735) și Yoșimune (principe imperial din famlia Tokugaua, 1716-1745)
- Laos, statul Champassak: Nokassat (Soi Sisamut) (rege, 1713-1737)
- Laos, statul Lan Xang: Sai Ong Hue (Sai Settha-thirath al II-lea) (rege, 1700-1707/1735; ulterior, rege în Laosul inferior, 1707/1712-1722/1735)
- Laosul inferior: Sai Ong Hue (Sai Settha-thirath al II-lea) (rege, 1707/1712-1722/1735; anterior, rege în Lan Xang, 1700-1707/1735)
- Laosul superior: King Kitsarath (Thammikarath) (rege, 1707/1711-1722/1726)
- Maldive: Imam ad-Din Muhammad al II-lea (sultan, 1705-1721)
- Mataram: Amangkurat al IV-lea (Prabu Negra) (sultan, 1719-1726)
- Nepal (Benepa): Bhupatindramalla (rege din dinastia Malla, 1695-1721/1722)
- Nepal (Kathmandu): Jagajjayamalla (rege din dinastia Malla, 1702-1732)
- Nepal, statul Gurkha: Narabhupali Șah (rajah, 1716-1742)
- Sri Lanka, statul Kandy: Narendra Sinha (rege, 1707-1739)
- Thailanda, statul Ayutthaya: Phumintaraja (Taisra) (rege, 1709-1733)
- Tibet: bLo-bzang sKal-bzang rgya-mtsho (dalai lama, 1720-1758)
- Tibet: Panchen bLo-bzangYe-shes dPal-bzan-po (Lobzang Yeshe) (panchen lama, 1663-1737)
- Vietnam, statul Dai Viet: Le Du-tong (Hoa huang-de) (rege din dinastia Le târzie, 1705-1729)
- Vietnam (Hue): Nguyen Phuc Chu (rege din dinastia Nguyen, 1691-1725)
- Vietnam (Taydo): Trinh Cuong (rege din dinastia Trinh, 1709-1729)